# Petronella Ribbens-Verstallen
Petronella Maria Ribbens-Verstallen (Breda, 2 februari 1873 – Maastricht, 22 juli 1983) was vanaf 24 januari 1981 de oudste inwoonster van Nederland. Zij heeft deze titel 2 jaar en 179 dagen gedragen.
Op 21 augustus 1902 trouwde ze met Antonius Johannes Ribbens (1876-1959). Vanaf het overlijden van Wilhelmina Cammel tot aan haar eigen overlijden was Ribbens-Verstallen de oudste persoon in Nederland. Sinds 24 juni 1983 was Ribbens-Verstallen (voor zover bekend) de oudste Nederlander aller tijden. Ze was toen een supereeuweling.